# Cap de la Chèvre

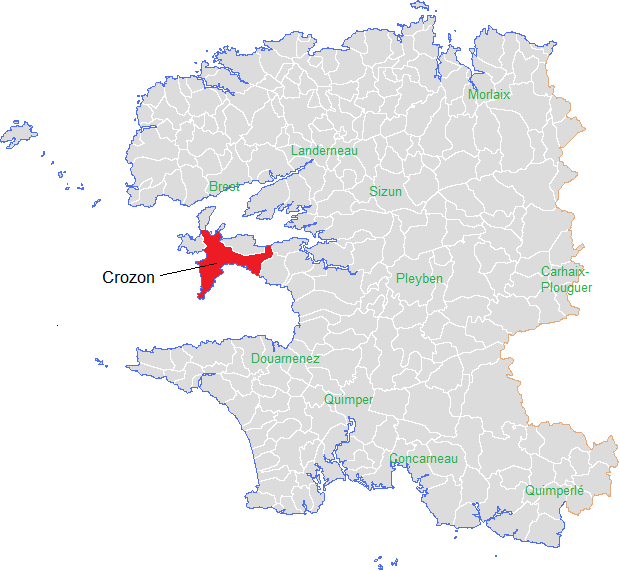
Halbinsel Crozon

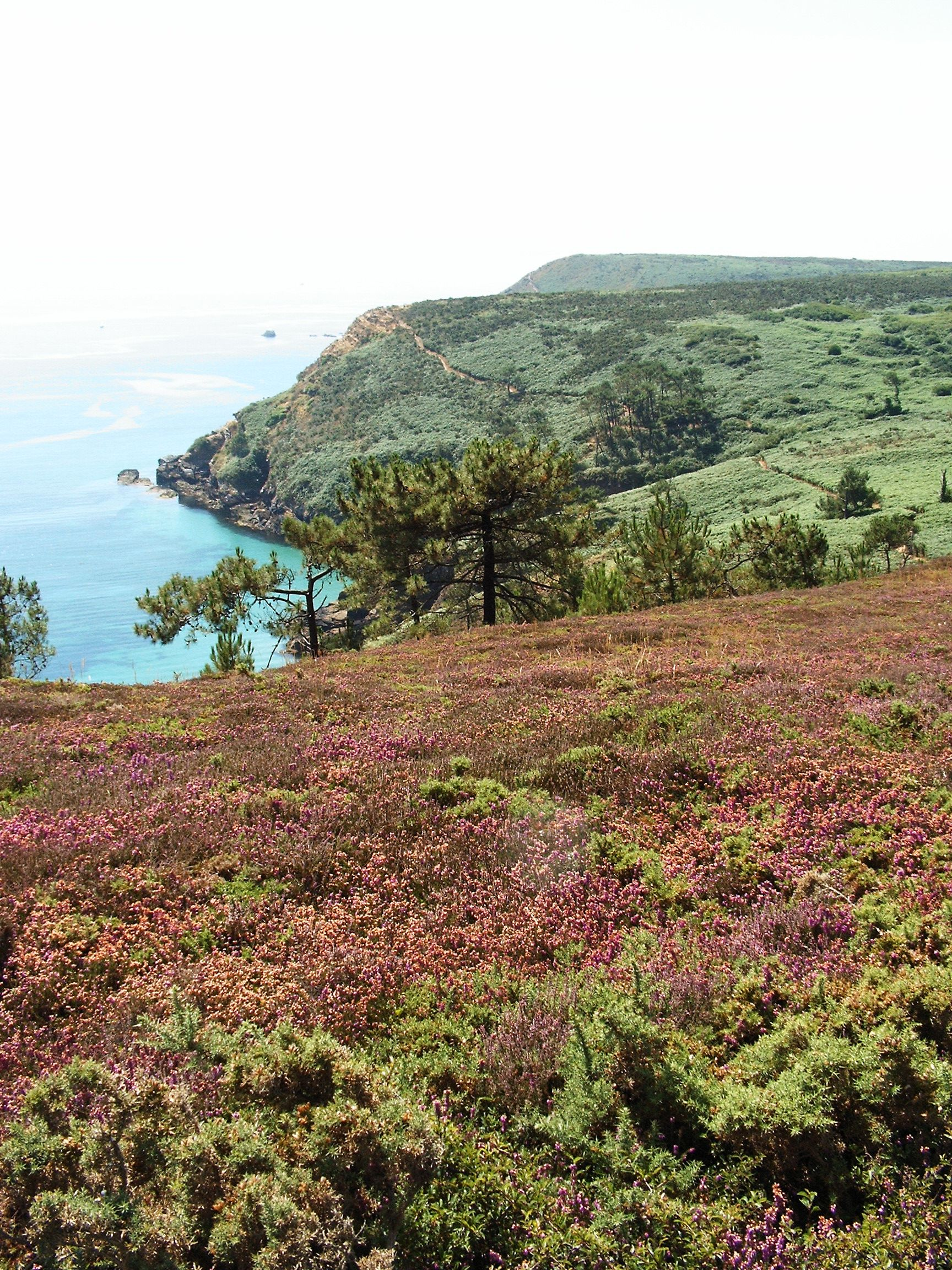
Cap de la Chèvre

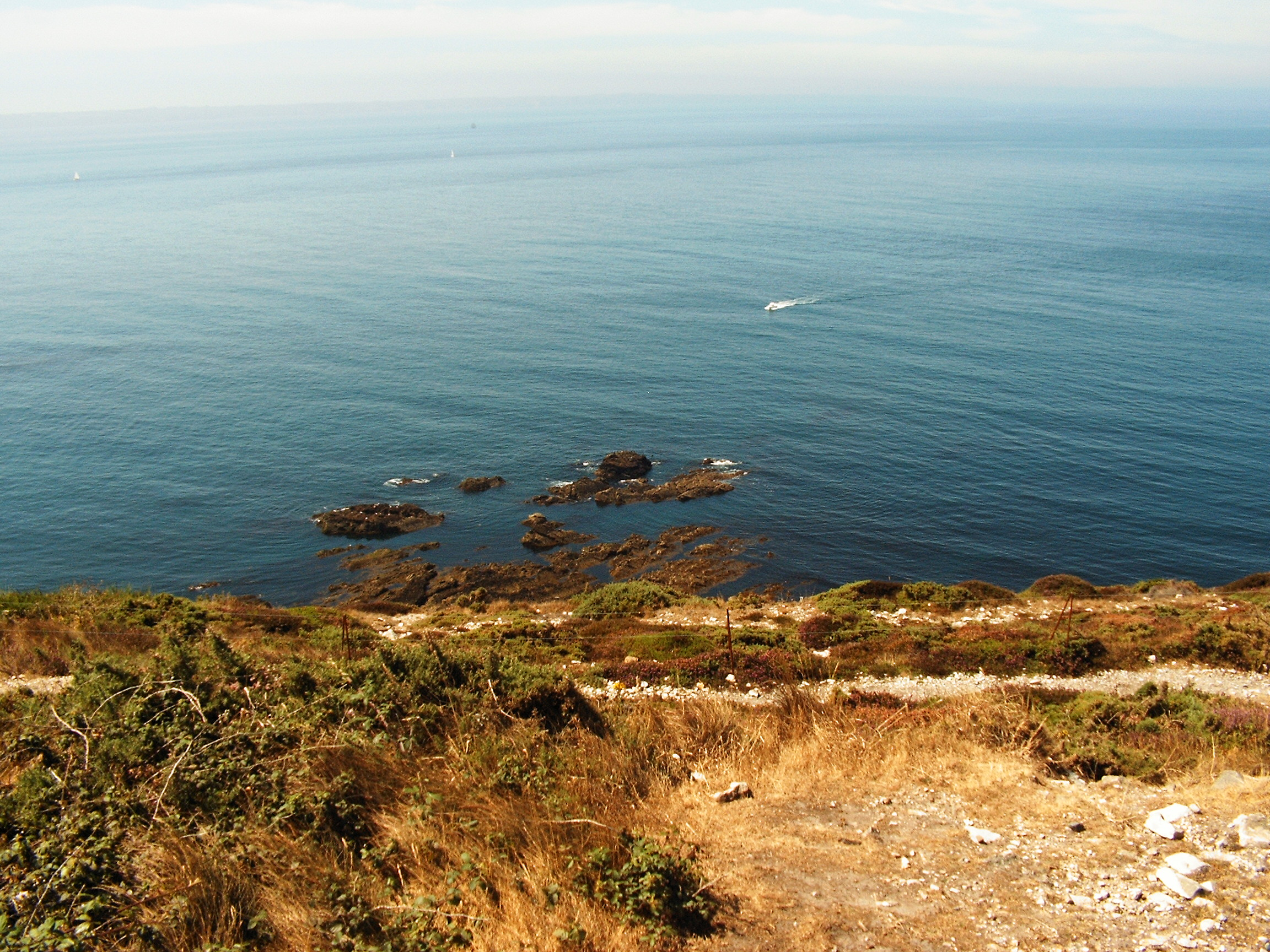
Cap de la Chèvre

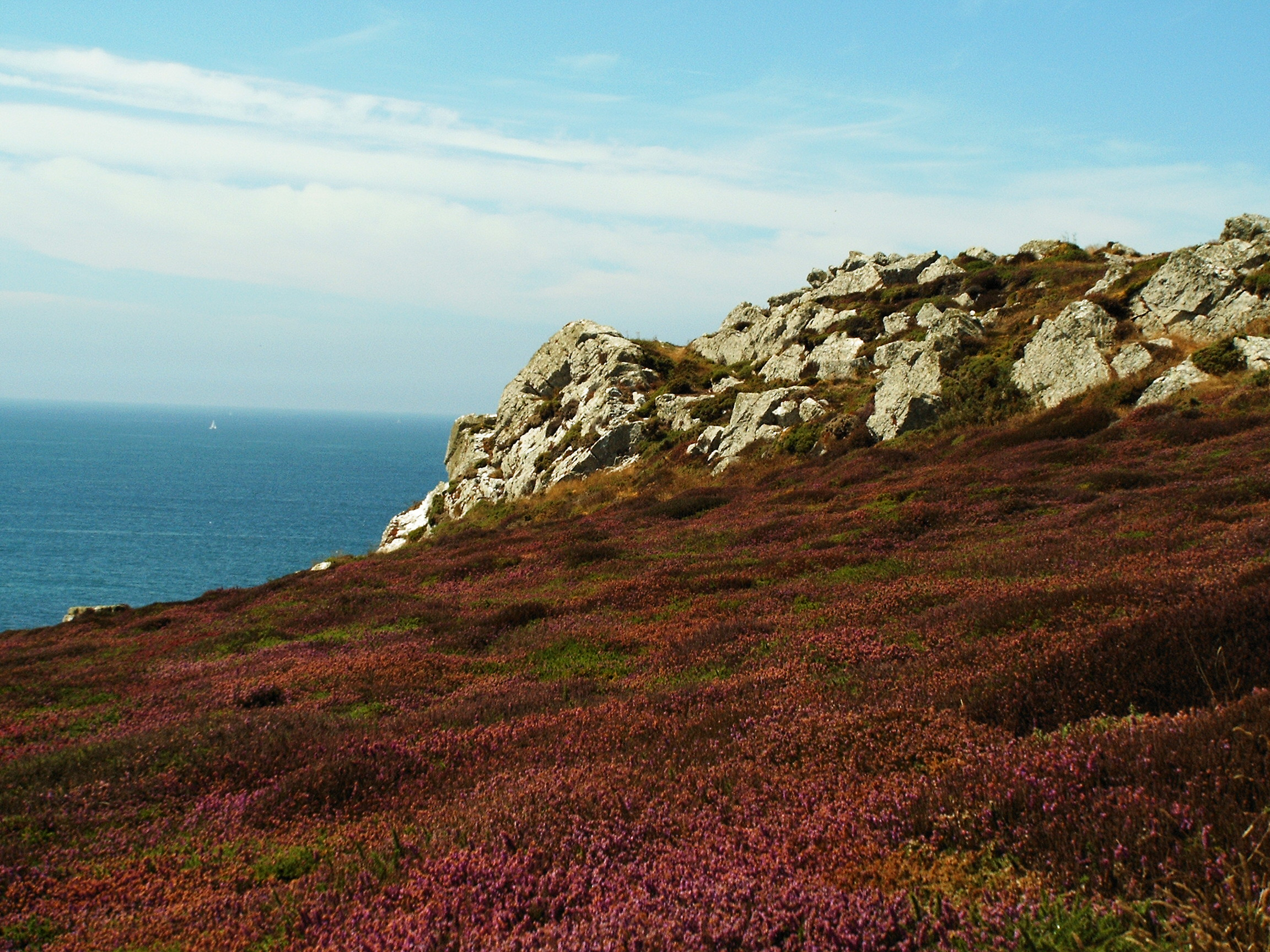
Heidelandschaft am Cap de la Chèvre

Das Cap de la Chèvre (bretonisch: Beg Penn ar Roz; deutsch: Kap der Ziege/Ziegenkap) ist eine Landzunge am südlichen Ende der Halbinsel Crozon im Département Finistère in der Bretagne. Das Kap ist weniger spektakulär als Pointe de Penhir oder Pointe de Dinan, bietet aber einen guten Ausblick auf diese beiden und über die Baie de Douarnenez hinweg auf Cap Sizun mit der Pointe du Van. 
Große Heideflächen laden zum Wandern entlang den malerischen Klippen ein. Bruchsteinmauern sichern loses Gestein und Geröll. Durch die stark wechselnden Wassertiefen und die Untergründe (Fels / Sand) ergeben sich eindrucksvolle Farbspiele im Wasser. Die Nähe des Golfstroms lässt in geschützten Buchten eine beinahe mediterrane Flora entstehen. 
Am Fuß der Halbinsel, an deren Spitze das Cap liegt, befinden sich der Badeort Morgat, die Grotten von Morgat das Steingehege Ty-ar-C’huré und der Hauptort Crozon. Fünf Kilometer südlich von Crozon liegt, noch vor dem gleichnamigen Weiler, der Dolmen von Rostudel.
Während des Zweiten Weltkrieges hatte die deutsche Kriegsmarine hier eine Artillerie-Batterie mit vier 15-cm-Geschützen installiert, deren Überreste man heute noch sehen kann.